# Ancistrus cirrhosus
Espèce
Ancistrus cirrhosus, ou jumbie teta, est une espèce de poissons-chats.
Ancistrus cirrhosus est un poisson de la famille des loricariidés, la plus grande famille de poissons-chats. Il peut atteindre une taille de neuf centimètres et serait présent dans tout le bassin du rio Parana, depuis son delta (Argentine) jusqu'à sa source (Brésil).